# Лозова Алла Іванівна
Алла Іванівна Лозова (нар. 28 квітня 1945, селище Ольховатка, тепер Єнакіївської міської ради Донецької області) — українська радянська діячка, електромеханік Дебальцівської дистанції сигналізації і зв'язку Донецької залізниці. Депутат Верховної Ради УРСР 8-9-го скликань.

## Біографія
Освіта середня спеціальна. У 1966 році закінчила технікум.
З 1966 р. — монтер, електромеханік Дебальцівської дистанції сигналізації і зв'язку Донецької залізниці.
Потім — на пенсії у місті Дебальцеве Донецької області.

## Нагороди
- ордени
- медалі